# Leucania megaproctis
Leucania megaproctis là một loài bướm đêm trong họ Noctuidae.